# Campeonato Mundial de Halterofilismo de 2018 - Até 76 kg feminino
A categoria até 76 kg feminino foi um evento do Campeonato Mundial de Halterofilismo de 2018, disputado na Arena de Halterofilismo de Asgabade, em Asgabade, no Turquemenistão, no dia 7 de novembro de 2018. 

## Calendário
Horário local (UTC+5)
| Dia           | Horário | Fase    |
| ------------- | ------- | ------- |
| 7 de novembro | 14:25   | Grupo B |
| 7 de novembro | 19:55   | Grupo A |

## Medalhistas
| Evento    | Ouro               | Ouro   | Prata              | Prata  | Bronze              | Bronze |
| --------- | ------------------ | ------ | ------------------ | ------ | ------------------- | ------ |
| Arranque  | Rim Jong-sim (PRK) | 119 kg | Wang Zhouyu (CHN)  | 118 kg | Neisi Dajomes (ECU) | 117 kg |
| Arremesso | Wang Zhouyu (CHN)  | 152 kg | Rim Jong-sim (PRK) | 150 kg | Leydi Solís (COL)   | 146 kg |
| Total     | Wang Zhouyu (CHN)  | 270 kg | Rim Jong-sim (PRK) | 269 kg | Neisi Dajomes (ECU) | 259 kg |

## Recordes
Antes desta competição, o recorde mundial da prova era o seguinte:
| Recorde         | Tipo      | Atleta         | Peso   | Local | Data                  |
| Recorde Mundial | Arranque  | Padrão mundial | 122 kg |       | 1 de novembro de 2018 |
| Recorde Mundial | Arremesso | Padrão mundial | 153 kg |       | 1 de novembro de 2018 |
| Recorde Mundial | Total     | Padrão mundial | 272 kg |       | 1 de novembro de 2018 |

## Resultado
Os resultados foram os seguintes. 
| Pos.              | Atleta                            | Grupo | Arranque (kg) | Arranque (kg) | Arranque (kg) | Arranque (kg)     | Arremesso (kg) | Arremesso (kg) | Arremesso (kg) | Arremesso (kg)    | Total |
| Pos.              | Atleta                            | Grupo | 1             | 2             | 3             | Resultado         | 1              | 2              | 3              | Resultado         | Total |
| ----------------- | --------------------------------- | ----- | ------------- | ------------- | ------------- | ----------------- | -------------- | -------------- | -------------- | ----------------- | ----- |
| Medalha de ouro   | Wang Zhouyu (CHN)                 | A     | 113           | 118           | 122           | Medalha de prata  | 140            | 146            | 152            | Medalha de ouro   | 270   |
| Medalha de prata  | Rim Jong-sim (PRK)                | A     | 115           | 119           | 121           | Medalha de ouro   | 145            | 150            | 153            | Medalha de prata  | 269   |
| Medalha de bronze | Neisi Dajomes (ECU)               | A     | 111           | 115           | 117           | Medalha de bronze | 137            | 142            | 146            | 4                 | 259   |
| 4                 | Leydi Solís (COL)                 | A     | 110           | 110           | 115           | 5                 | 142            | 146            | 150            | Medalha de bronze | 256   |
| 5                 | Aremi Fuentes (MEX)               | A     | 110           | 115           | 116           | 4                 | 132            | 137            | 137            | 5                 | 247   |
| 6                 | Gaëlle Nayo-Ketchanke (FRA)       | A     | 101           | 105           | 107           | 6                 | 130            | 136            | 138            | 6                 | 243   |
| 7                 | Ayumi Kamiya (JPN)                | A     | 100           | 102           | 104           | 7                 | 118            | 121            | 121            | 9                 | 225   |
| 8                 | Kristel Ngarlem (CAN)             | A     | 95            | 95            | 100           | 11                | 120            | 124            | 128            | 7                 | 223   |
| 9                 | Marie-Ève Beauchemin-Nadeau (CAN) | A     | 92            | 96            | 98            | 9                 | 120            | 124            | 127            | 8                 | 220   |
| 10                | Małgorzata Wiejak (POL)           | A     | 97            | 99            | 100           | 8                 | 117            | 120            | 120            | 13                | 214   |
| 11                | Tabea Tabel (GER)                 | B     | 90            | 95            | 98            | 10                | 115            | 118            | 122            | 11                | 213   |
| 12                | Yekaterina Bykova (KAZ)           | B     | 88            | 91            | 94            | 16                | 116            | 119            | 123            | 10                | 210   |
| 13                | Meri Ilmarinen (FIN)              | A     | 94            | 97            | 97            | 12                | 116            | 118            | 118            | 14                | 210   |
| 14                | Bilikis Otunla (NGR)              | B     | 85            | 90            | 92            | 14                | 113            | 117            | 122            | 12                | 209   |
| 15                | Nora Jäggi (SUI)                  | B     | 87            | 90            | 92            | 15                | 109            | 112            | 115            | 16                | 207   |
| 16                | Chen En-tzu (TPE)                 | B     | 88            | 91            | 93            | 13                | 107            | 110            | 113            | 17                | 203   |
| 17                | Nikola Seničová (SVK)             | B     | 85            | 85            | 89            | 17                | 105            | 110            | 115            | 15                | 200   |